# Molnbyskatten
Molnbyskatten er et svensk skattefund fra vikingetiden af 163 sølvmønter fundet i Molnby i Vallentuna kommun i oktober 2016. Størstedelen af mønterne kommer fra området omkring Samarkand i Centralasien og er dateret til 900-tallet. Vikingeskatten er den største, der er fundet i Uppland.
Skatten blev fundet i forbindeles med undersøgelse til et depot til Roslagsbanan. Af de 163 mønter var de 50 hele, mens de 113 var klippede i to eller flere stykker.